# Nick Evans (rugbista)
Nicholas John Evans, detto Nick (Auckland, 14 agosto 1980), è un ex rugbista a 15 e allenatore di rugby a 15 neozelandese, in carriera ha giocato come mediano d'apertura ed è stato internazionale per la Nuova Zelanda; dopo il ritiro, avvenuto nel 2017, ha intrapreso la carriera di allenatore come tecnico delle skills negli Harlequins, squadra nella quale ha militato per 9 stagioni consecutive.

## Biografia
Formatosi rugbisticamente nella squadra della sua scuola superiore, la Westlake Boys High School di Auckland, debuttò nel campionato nazionale provinciale neozelandese con North Harbour; nel 2003 passò a Otago con la cui relativa franchise di Super Rugby, gli Highlanders, esordì nel 2004.
Alla fine del Super 12 2004 debuttò con la maglia degli All Blacks a Dunedin contro l'Inghilterra nel ruolo di mediano d'apertura; nonostante ritenuto il migliore al mondo in tale ruolo dopo il connazionale Dan Carter, la sua carriera internazionale fu pesantemente condizionata dal fatto di essere la seconda scelta proprio di quest'ultimo: fino a tutta la Coppa del Mondo di rugby 2007 che, a 27 anni, fu l'ultima occasione in cui rappresentò la Nuova Zelanda, Evans disputò solo 16 incontri, 7 dei quali da titolare.
Alla fine del Super 14 2008 sia Evans che Carter avevano ricevuto offerte per giocare nell'Emisfero nord, il che avrebbe significato perdere la possibilità di giocare in Nazionale secondo le regole della federazione neozelandese; tuttavia Evans non attese le decisioni del collega, che successivamente decise di rimanere ai Crusaders, e si trasferì a Londra presso gli Harlequins con un contratto biennale; nel 2010 l'ingaggio fu rinnovato per un ulteriore biennio durante il quale la squadra vinse la Challenge Cup 2010-11 e il titolo inglese l'anno successivo; a novembre 2012 ha infine prolungato per ulteriori tre stagioni fino al 2016.

## Palmarès
- Premiership: 1
Harlequins: 2011-12
- Challenge Cup: 1
Harlequins: 2010-11